# Pasieki (Opole)
Pour les articles homonymes, voir Pasieki.
Pasieki est une localité polonaise de la voïvodie d'Opole et du powiat de Nysa.